# I saengmyeong dahadorok
I saengmyeong dahadorok (이 생명 다하도록) è un film del 1960 diretto da Shin Sang-ok.